# PFK Minior Pernik
PFC Minyor (bulgară ПФК Миньор Перник) este un club de fotbal din Pernik, Bulgaria.Echipa susține meciurile de acasă pe Stadionul Minior cu o capacitate de 20.000 de locuri.